# Yasoda atrinotata
Yasoda atrinotata är en fjärilsart som beskrevs av Hans Fruhstorfer 1912. Yasoda atrinotata ingår i släktet Yasoda och familjen juvelvingar. Inga underarter finns listade i Catalogue of Life.